# Saint-Ouen-sur-Maire
Saint-Ouen-sur-Maire là một xã ở tỉnh Orne Hauts-de-France tây bắc nước Pháp. Xã Saint-Ouen-sur-Maire nằm ở khu vực có độ cao trung bình 171 mét trên mực nước biển.

## Biến động dân số
| Năm                        | Dân số |
| 1806                       | 239    |
| 1827                       | 248    |
| 1836                       | 272    |
| 1856                       | 306    |
| 1876                       | 187    |
| 1896                       | 113    |
| 1906                       | 97     |
| 1911                       | 105    |
| 1921                       | 83     |
| 1926                       | 85     |
| 1931                       | 75     |
| 1936                       | 78     |
| 1946                       | 80     |
| 1954                       | 92     |
| 1962                       | 79     |
| 1968                       | 93     |
| 1975                       | 91     |
| 1982                       | 130    |
| 1990                       | 129    |
| 1999                       | 112    |
| 2006                       | 117    |
| dân số không tính hai lần. |        |